# Ashton Dearholt
Ashton Dearholt (4 de abril de 1894 – 27 de abril de 1942) fue un actor cinematográfico de nacionalidad estadounidense, activo principalmente en la época del cine mudo. A lo largo de una trayectoria que abarcó desde 1915 a 1938, trabajó en un total de 75 producciones.

## Biografía
Nacido en Milwaukee, Wisconsin, Dearholt trabajó para Universal Studios en diferentes melodramas rodados en los años 1910. Aun así, usualmente actuó como artista independiente, produciendo una serie de westerns "Pinto Pete" en los años 1920 que él mismo protagonizó. En ocasiones actuó con el nombre artístico de Richard Holt.
En 1924 fundó Ashton Dearholt Productions, y diez años más tarde, Dearholt y Edgar Rice Burroughs fundaron la productora cinematográfica Burroughs-Tarzan Enterprises, coincidiendo con el rodaje del serial Las nuevas aventuras de Tarzán. El papel de Dearholt en ese serial era el de un explorador mercenario. Durante el rodaje en Guatemala, Dearholt se habría casado con la actriz protagonista, Ula Holt, y Burroughs rompió con su primera esposa, casándose con la anterior mujer de Dearholt, Florence Gilbert.
Ashton Dearholt falleció en Los Ángeles, California, en 1942. Fue enterrado en el Cementerio Hollywood Forever, en Hollywood.

## Selección de su filmografía
- To Melody a Soul Responds (1915)
- The Love Hermit (1916)
- Souls in Pawn (1917)
- The Bride's Awakening (1918)
- The Brass Bullet (1918)
- A Yankee Go Getter (1921)
- The Santa Fe Trail (1923)
- Easy Going Gordon (1925)
- Las nuevas aventuras de Tarzán (1935)